# ZDF-Morgenmagazin
Das ZDF-Morgenmagazin (Eigenschreibweise: moma) ist eine im zweiwöchentlichen Rhythmus vom ZDF produzierte morgendliche Nachrichten- und Informationssendung. Sie existiert seit 1992, wird im Wechsel mit dem ARD-Morgenmagazin live ausgestrahlt und im Berliner Hauptstadtstudio des ZDF im Zollernhof produziert.

## Sendetermin und Moderatoren
Das ZDF ist seit 2021 in den geraden Kalenderwochen für die Produktion des im Rahmen des gemeinsamen Vormittagsprogramms von ARD und ZDF auf beiden Sendern, sowie beim ARD-Nachrichtensender tagesschau24, ausgestrahlten Morgenmagazins zuständig. Die Ausstrahlung erfolgt montags bis freitags zwischen 5:30 und 9:00 Uhr. Die Moderation wird in zwei Zeitblöcke unterteilt, die Frühschicht von 5:30 bis 7:00 Uhr und die Spätschicht von 7:00 Uhr bis 9:00 Uhr. Bis 2010 und seit April 2018 wird die Frühschiene von nur einem Moderator präsentiert. Von 2011 bis März 2018 wurde auch hier eine Doppelmoderation eingesetzt. In den letzten 30 Minuten wird live mit Publikum im moma-Café in Berlin gesendet, wo u. a. eine Liveband auftritt und bekannte Persönlichkeiten vorgestellt und interviewt werden.
Bis 1995 wurde die Sendung nur zwischen 06:00 Uhr und 09:00 Uhr gesendet. Seit dem 28. August 1995 sendet das Morgenmagazin ab 05:30 Uhr.
Bei besonderen Ereignissen werden die Sendungen monothematisch umgestaltet und zuweilen auch verlängert. Nach der Nuklearkatastrophe von Fukushima ist das ZDF-Morgenmagazin am 20. März 2011 erstmals am Wochenende auf Sendung gegangen. Gleiches wiederholte sich nach dem russischen Überfall auf die Ukraine am 26. Februar und 6. März 2022. Seitdem übernimmt auch der Ereigniskanal Phoenix über weite Strecken die Sendung.

### Derzeitige Moderatoren

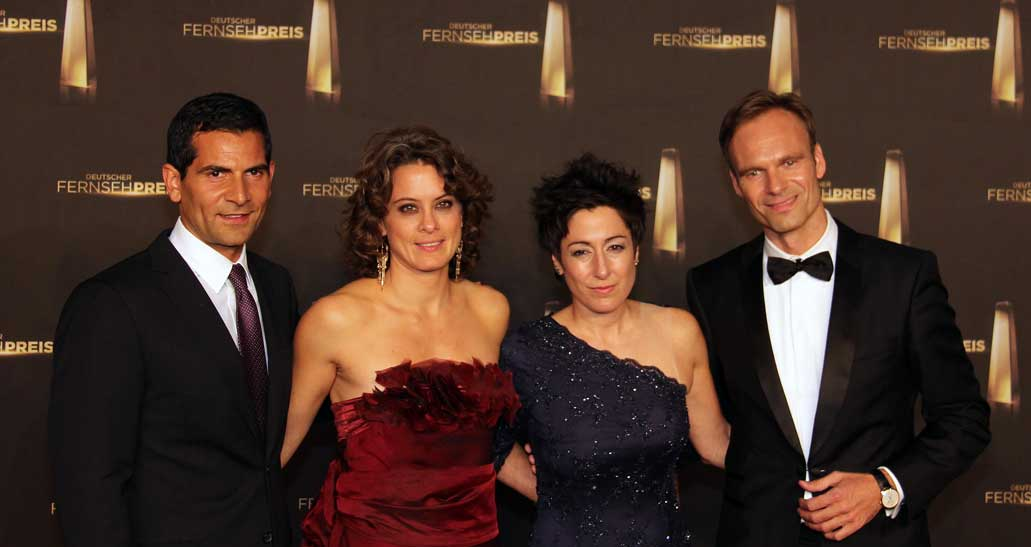
Team des ZDF-Morgenmagazins beim Deutschen Fernsehpreis 2012

| Name                 | Einstieg | Regelmäßiger Einsatz | Sporadischer Einsatz |
| -------------------- | -------- | -------------------- | -------------------- |
| Dunja Hayali         | 2007     | Spätschiene          |                      |
| Mirjam Meinhardt     | 2020     | Frühschiene          | Spätschiene          |
| Dirk Jacobs          | 2021     | Frühschiene          | Sport                |
| Sara El Damerdash    | 2022     | Frühschiene          | Spätschiene          |
| Philip Wortmann      | 2024     | Frühschiene          | Spätschiene          |
| Eva-Maria Lemke      | 2024     | Spätschiene          |                      |
| Mitri Sirin          | 2011     |                      | Spätschiene          |
| Andreas Wunn         | 2017     |                      | Spätschiene          |
| Florian Zschiedrich  | 2016     | Sport                |                      |
| Lena Kesting         | 2020     | Sport                |                      |
| Amelie Stiefvatter   | 2022     | Sport                |                      |
| Karsten Pachollek    | 2015     | Nachrichten          |                      |
| Pinar Tanrikolu      | 2015     | Nachrichten          |                      |
| Jessica Zahedi       | 2015     | Nachrichten          |                      |
| Maja Weber           | 2016     | Nachrichten          |                      |
| Christopher Wehrmann | 2016     | Nachrichten          |                      |
| Sara Bildau          | 2021     | Nachrichten          |                      |
| Antoine Kurschilgen  | 2021     | Nachrichten          |                      |
| Moritz Neuß          | 2022     | Nachrichten          |                      |
| Farah Schlink        | 2022     | Nachrichten          |                      |
| Marc Burgemeister    | 2023     | Nachrichten          |                      |
| Barbara Parente      | 2025     | Nachrichten          |                      |
| Kay-Sölve Richter    | 2015     |                      | Nachrichten          |
| Carsten Rüger        | 2015     |                      | Nachrichten          |
| Benjamin Stöwe       | 2015     | Wetter               |                      |
| Katja Horneffer      | 1993     |                      | Wetter               |

### Ehemalige Moderatoren

#### Hauptmoderation
| Name                     | Einstieg  | Ausstieg  |
| ------------------------ | --------- | --------- |
| Gundula Gause            | 1992      | 1993      |
| Peter Frey               | 1992      | 1998      |
| Maybrit Illner           | 1992      | 1999      |
| Cherno Jobatey           | 1992      | 2012      |
| Steffen Seibert          | 1995      | 1997      |
| Jana Günther             | 1996      | 1997      |
| Andreas Klinner          | 1996      | 1999      |
| Anne Gellinek            | 1997      | 1998      |
| Stephan Merseburger      | 1997      | 1998      |
| Juliane Hielscher        | 1998      | 2007      |
| Christian Sievers        | 1998      | 2009      |
| Patricia Schäfer         | 1998      | 2010      |
| Bettina Schausten        | 1999      | 2002      |
| Michael Bartsch          | 1999      | 2003      |
| Alexandra Vacano         | 2003      | 2006      |
| Eckart Gaddum            | 2003      | 2008      |
| Normen Odenthal          | 2004      | 2010      |
| Christian von Rechenberg | 2007      | 2007      |
| Anja Heyde               | 2008      | 2017      |
| Wulf Schmiese            | 2010      | 2014      |
| Nicole Diekmann          | 2011      | 2012      |
| Andrea Maurer            | 2011      | 2014      |
| Jochen Breyer            | 2011      | 2020      |
| Wolf-Christian Ulrich    | 2013      | 2019      |
| Eva-Maria Lemke          | 2014      | 2015      |
| Jana Pareigis            | 2014 2021 | 2018 2021 |
| Florian Zschiedrich      | 2015      | 2016      |
| Charlotte Potts          | 2017      | 2022      |
| Kay-Sölve Richter        | 2018      | 2018      |
| Melanie Haack            | 2018      | 2019      |
| Harriet von Waldenfels   | 2019      | 2024      |

#### Ressorts
Bis 2008 gab es neben dem Sportblock auch einen Wirtschaftsblock mit einem eigenen Moderator. Von 2009 bis Juni 2017 erfolgte gegen 7:45 Uhr nur noch eine Live-Schaltung zur Börse Frankfurt. Bis 2004 wurde das Wetter immer von einem Meteorologen aus dem Nachrichtenstudio in Mainz präsentiert. Seit 2005 kommt ein Wettermoderator in Berlin zum Einsatz.
| Name               | Einstieg  | Ausstieg  | Ressort    |
| ------------------ | --------- | --------- | ---------- |
| Hans Erwin Riemann | 1992      | 1996      | Wirtschaft |
| Michael Hölting    | 1992      | 1997      | Wirtschaft |
| Stephanie Barrett  | 1994      | 2008      | Wirtschaft |
| Frank Bethmann     | 1997      | 2008      | Wirtschaft |
| Michael Antwerpes  | 1992      | 1994      | Sport      |
| Thomas Skulski     | 1992      | 2020      | Sport      |
| Susanne Simon      | 1994      | 1995      | Sport      |
| Heiko Mallwitz     | 1996      | 1999      | Sport      |
| Jana Thiel         | 2000      | 2004      | Sport      |
| Katja Wölffing     | 2004 2012 | 2009 2012 | Sport      |
| Jessy Wellmer      | 2009      | 2014      | Sport      |
| Annika Zimmermann  | 2015      | 2021      | Sport      |
| Ben Wettervogel    | 2005      | 2014      | Wetter     |

## Programminhalte
Das ZDF-Morgenmagazin berichtet von tagesaktuellen Themen aus Politik, Wirtschaft und Gesellschaft und beleuchtet deren Hintergründe. Darüber hinaus informiert ein Sportblock über die tagesaktuellen Sportthemen. Hinzu kommen verschiedene Interviews zu aktuellen politischen und wirtschaftlichen Themen. Im Unterschied zum ARD-Morgenmagazin ist für Interviews aus Berlin keine Schaltung dorthin erforderlich, da das ZDF-Morgenmagazin seit dem 20. März 2000 aus dem Studio 1 im Berliner Hauptstadtstudio des ZDF produziert wird. Zuvor kam die Sendung aus den Studios der Berliner Union Film in Berlin-Tempelhof.
Das aktuelle Studio-Design kommt seit September 2020 zum Einsatz. Das Logo erinnert an einen Sonnenaufgang, wobei das „O“ aus dem moma-Schriftzug die aufgehende Sonne symbolisieren soll.
Zu jeder vollen und halben Stunde gibt es einen kurzen Nachrichtenblock heute Xpress mit einer Länge von zweieinhalb Minuten, welcher von der heute-Redaktion aus Mainz eingespielt wird. Der Sportblock wird unmittelbar vor den Nachrichten gezeigt, die Wettervorhersage unmittelbar danach.
Eine Besonderheit im Vergleich zum ARD-Morgenmagazin stellt die letzte halbe Stunde dar: Seit September 2003 wird live vor Publikum aus dem Atrium des Zollernhofs, dem sogenannten „moma-Café“ gesendet. Durchschnittlich besuchen über 8.000 Zuschauer pro Jahr die Sendung.
Bestandteil der Sendung war außerdem von 2000 bis 2017 das Ratespiel „Richtig oder Falsch?“, bei dem ein telefonisch zugeschalteter Zuschauer zwei Kaffeebecher gewinnen konnte. Zuvor hieß das Spiel „Wie war’s?“. Insgesamt wurden rund 10.000 Tassen verlost.
Redaktionsleiter ist seit dem 1. Dezember 2016 Andreas Wunn. Im April 2018 wurde die Redaktion „Tagesmagazine Berlin“ gebildet, die auch das ZDF-Mittagsmagazin verantwortet und ebenfalls von Wunn geleitet wird.

## Auszeichnungen und Nominierungen
| Jahr | Award                  | Kategorie                           | Ergebnis  |
| ---- | ---------------------- | ----------------------------------- | --------- |
| 1999 | Deutscher Fernsehpreis | Beste Informationssendung           | Nominiert |
| 2012 | Deutscher Fernsehpreis | Publikumspreis: Frühstücksfernsehen | Nominiert |